# Liste des titres musicaux numéro un en France en 1974
Cette page liste les singles classés n°1 des ventes de disques en France durant l'année 1974.

## Numéros un par semaine

### Classement des chansons
| Semaine | Sortie       | Artiste                          | Titre                         |
| ------- | ------------ | -------------------------------- | ----------------------------- |
| 1       | 5 janvier    | Michel Delpech                   | Les Divorcés                  |
| 2       | 12 janvier   | Michel Delpech                   | Les Divorcés                  |
| 3       | 19 janvier   | Michel Delpech                   | Les Divorcés                  |
| 4       | 26 janvier   | Michel Delpech                   | Les Divorcés                  |
| 5       | 2 février    | Michel Delpech                   | Les Divorcés                  |
| 6       | 9 février    | Michel Delpech                   | Les Divorcés                  |
| 7       | 16 février   | Titi et Grosminet                | Titi à la neige               |
| 8       | 23 février   | Titi et Grosminet                | Titi à la neige               |
| 9       | 2 mars       | Titi et Grosminet                | Titi à la neige               |
| 10      | 9 mars       | Titi et Grosminet                | Titi à la neige               |
| 11      | 16 mars      | Titi et Grosminet                | Titi à la neige               |
| 12      | 23 mars      | Titi et Grosminet                | Titi à la neige               |
| 13      | 30 mars      | Titi et Grosminet                | Titi à la neige               |
| 14      | 6 avril      | Titi et Grosminet                | Titi à la neige               |
| 15      | 13 avril     | Titi et Grosminet                | Titi à la neige               |
| 16      | 20 avril     | Gérard Lenorman                  | Quelque chose et moi          |
| 17      | 27 avril     | Gérard Lenorman                  | Quelque chose et moi          |
| 18      | 4 mai        | Daniel Guichard                  | Mon vieux                     |
| 19      | 11 mai       | Daniel Guichard                  | Mon vieux                     |
| 20      | 18 mai       | Daniel Guichard                  | Mon vieux                     |
| 21      | 25 mai       | Daniel Guichard                  | Mon vieux                     |
| 22      | 1er juin     | Olivier Lejeune et Patrick Green | Pot pour rire Mr le président |
| 23      | 8 juin       | Olivier Lejeune et Patrick Green | Pot pour rire Mr le président |
| 24      | 15 juin      | Olivier Lejeune et Patrick Green | Pot pour rire Mr le président |
| 25      | 22 juin      | Olivier Lejeune et Patrick Green | Pot pour rire Mr le président |
| 26      | 29 juin      | Olivier Lejeune et Patrick Green | Pot pour rire Mr le président |
| 27      | 6 juillet    | Olivier Lejeune et Patrick Green | Pot pour rire Mr le président |
| 28      | 13 juillet   | Olivier Lejeune et Patrick Green | Pot pour rire Mr le président |
| 29      | 20 juillet   | Olivier Lejeune et Patrick Green | Pot pour rire Mr le président |
| 30      | 27 juillet   | Olivier Lejeune et Patrick Green | Pot pour rire Mr le président |
| 31      | 3 août       | Olivier Lejeune et Patrick Green | Pot pour rire Mr le président |
| 32      | 10 août      | Olivier Lejeune et Patrick Green | Pot pour rire Mr le président |
| 33      | 17 août      | Olivier Lejeune et Patrick Green | Pot pour rire Mr le président |
| 34      | 24 août      | Olivier Lejeune et Patrick Green | Pot pour rire Mr le président |
| 35      | 31 août      | Olivier Lejeune et Patrick Green | Pot pour rire Mr le président |
| 36      | 7 septembre  | The Rubettes                     | Sugar Baby Love               |
| 37      | 14 septembre | The Rubettes                     | Sugar Baby Love               |
| 38      | 21 septembre | The Rubettes                     | Sugar Baby Love               |
| 39      | 28 septembre | The Rubettes                     | Sugar Baby Love               |
| 40      | 5 octobre    | The Rubettes                     | Sugar Baby Love               |
| 41      | 12 octobre   | Claude François                  | Le téléphone pleure           |
| 42      | 19 octobre   | Claude François                  | Le téléphone pleure           |
| 43      | 26 octobre   | Claude François                  | Le téléphone pleure           |
| 44      | 2 novembre   | Claude François                  | Le téléphone pleure           |
| 45      | 9 novembre   | Claude François                  | Le téléphone pleure           |
| 46      | 16 novembre  | Claude François                  | Le téléphone pleure           |
| 47      | 23 novembre  | Claude François                  | Le téléphone pleure           |
| 48      | 30 novembre  | Claude François                  | Le téléphone pleure           |
| 49      | 7 décembre   | Claude François                  | Le téléphone pleure           |
| 50      | 14 décembre  | Claude François                  | Le téléphone pleure           |
| 51      | 21 décembre  | Dave                             | Vanina                        |
| 52      | 28 décembre  | Dave                             | Vanina                        |